# カウ砂漠

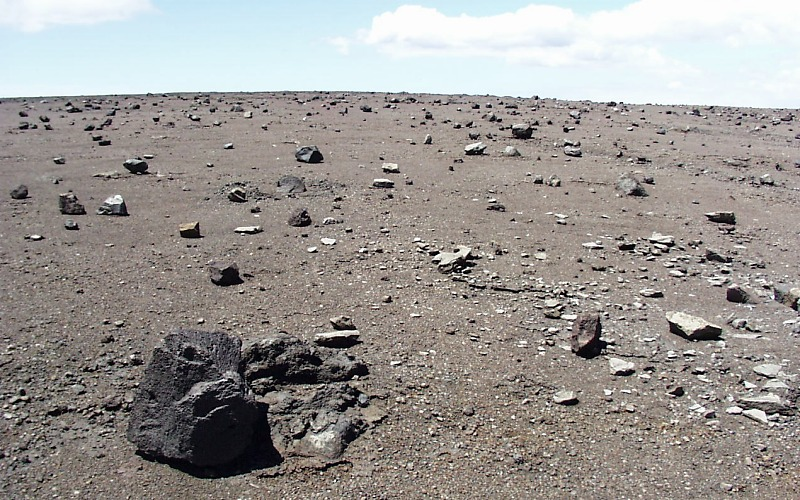
S.R. ブラントレーによる写真。1924年の噴出物が1790年の火山灰層の上にある。

カウ砂漠（Kaʻū Desert）は、アメリカ合衆国ハワイ州最大の島ハワイ島南部、キラウエア火山の南西側の斜面を占める砂漠。ハワイ火山国立公園の一部に含まれる。

## 気候
カウ砂漠は年降水量が1000mmを上回る。しかしながら、この地に降る雨にキラウエア火山の噴気孔から出た二酸化硫黄が溶け込んでいる為に、砂漠となっている。火山噴火時のpHは3.4で、植物の生育には適さない。加えて、地中の水分はすぐに蒸発し、堆積しているテフラも透水性の物であり、植物の生育に不向きである。

## 立地
カウ砂漠はウォーキングやハイキングが盛んでなかった頃からそれらのスポーツが興隆していた。何故なら、コナから反時計回りに11号線を進んでいくと辿りつけるからである。砂漠を横断する時には、キラウエア火山に至る前に大きな溝を見る事が出来る。また、ヒロからは11号線を西に48km（30マイル）の地点にある。
しかし、キラウエア火山の運動が活発になると立入禁止になる事がある。これは南西に位置するハレマウマウクレーターから貿易風に乗って有毒ガスが伝わってくるおそれがあるからである。

## 1790年の噴火
ハワイ島を襲った有史上有数の噴火は1790年に起こっている。クーロン力によって水分等が結合した火山礫や火山灰がこの地に降り注いだ。これによってカメハメハ1世と戦火を交えた後のケオウア・クアフウラの軍勢の兵士80人が火山灰による窒息をした。現在、同地に残っている足跡は彼らの物ではないかとされているが、様々な人々がこの地を数百年にわたり使っていたとの意見もある。